# قاتل: مجله‌ای از قتل (فیلم)
قاتل: مجله‌ای از قتل (به انگلیسی: Killer: A Journal of Murder) فیلمی محصول سال ۱۹۹۵ و به کارگردانی تیم میت‌کالف است. در این فیلم بازیگرانی همچون جیمز وودز، رابرت شان لئونارد، کارا بونو، الن گرین، رابرت جان برک، استیو فارست، ریچارد ریلی، هارولد گلد، جفری دی‌مان و لیلی تیلور ایفای نقش کرده‌اند. این فیلم بر پایه نوشته‌ای از توماس ئی. گادیس ساخته شده است.